# Ремесленное училище (СССР)
Ремесленное училище (РУ) — в Союзе ССР в 1940—1950-х годах учебные заведения начального профессионального образования по подготовке квалифицированных рабочих для промышленности, транспорта, связи, сельского хозяйства и другого.
Организованы в 1940 году из школ фабрично-заводского ученичества в соответствии с Указом Президиума Верховного Совета СССР «О государственных трудовых резервах», от 2 октября 1940 года, для подготовки квалифицированных рабочих.
Обучалась молодёжь, обоего пола, 14—17 лет, как правило, с 7-летним образованием. Обучение длилось в основном два-три учебных года. Учащиеся находились на государственном обеспечении.
В 1959 году РУ были преобразованы в профессионально-технические училища (ПТУ).